# Audi Front
La Front Typ UW è un'autovettura prodotta dall'Audi dal 1933 al 1934. È stato il primo modello Audi a trazione anteriore.

## Caratteristiche
La Typ UW è stata anche la prima Audi ad essere stata concepita e lanciata dopo la nascita del colosso tedesco della Auto Union, comprendente, oltre alla stessa Audi, anche i marchi Wanderer, DKW ed Horch. Dati i numerosi flop commerciali collezionati dalla Audi durante il decennio precedente e visto che tale marchio tendeva in precedenza ad occupare le stesse fasce di mercato della Horch, lo Stato Maggiore dell'Auto Union decise che sotto la nuova gestione l'Audi avrebbe occupato fasce di mercato medio-alte, mentre il segmento di lusso avrebbe continuato ad essere rappresentato dalla Horch. Il nuovo modello dell'Audi avrebbe montato un 2 litri di origine Wanderer, montato in quel periodo nei modelli W20 e W22, dei quali la Typ UW avrebbe ripreso anche la carrozzeria. Per differenziarsi da questi modelli, la nuova Audi avrebbe però fatto ricorso alla soluzione tecnica della trazione anteriore, quest'ultima mutuata invece dalla produzione DKW ed assai innovativa in quei tempi.
La Front Typ UW montava un motore anteriore a sei cilindri in linea ed a quattro tempi, da 1.950 cm³ di cilindrata (alesaggio e corsa pari rispettivamente a 70 mm e 85 mm). La distribuzione era a in testa con asse a camme laterale. La potenza erogata era di 40 CV a 3.500 giri al minuto.  L'impianto elettrico era a 12 volt.
Il cambio, con leva sul cruscotto, era a quattro rapporti. La carreggiata anteriore e posteriore era di 1.350 mm. Le carrozzerie disponibili erano berlina quattro porte e cabriolet due porte, sempre e comunque mutuate dalla produzione Wanderer.
La velocità massima raggiunta dal modello era di 100 km/h.
La Typ UW conobbe inizialmente un buon successo di vendite, tanto che per far fronte all'inaspettata impennata di ordini, la produzione venne affidata alle più capaci catene di montaggio della Horch. Ma in un secondo tempo le vendite crollarono: l'effetto che ebbe una vettura come la Typ UW fu di innescare un fenomeno di concorrenza interna con il modello W22 della Wanderer. I due modelli, in pratica, si rubavano clienti a vicenda, e comunque il marchio più avvantaggiato fu la Wanderer, il cui tradizionale schema a trazione posteriore riusciva ad essere meglio digerito dalla clientela. La Typ UW rimase invece un'auto per pochi palati fini ed alla fine non riuscì nell'intento di portare una ventata di innovazione anche nelle fasce medio-alte della gamma proposta dall'Auto Union.
Venne prodotta fino alla fine del 1934: all'inizio dell'anno seguente fu sostituita dalla Audi 225, una sorta di evoluzione della Typ UW.